# Léa Sprungerová
Léa Sprungerová (* 5. března 1990 Nyon) je švýcarská atletka, která závodí ve sprintu a v běhu na 400 m překážek.

## Kariéra
Jejím prvním úspěchem bylo třetí místo na mistrovství Evropy juniorů v sedmiboji v roce 2009. Mezi dospělými startovala v následujících letech v sprinterských tratích bez medailového umístění. Na halovém mistrovství Evropy v roce 2017 doběhla ve finále na 400 metrů pátá, stejně jako na 400 metrů překážek na světovém šampionátu v téže sezóně.
V roce 2018 se stala mistryní Evropy v běhu na 400 metrů překážek. V následující sezóně zvítězila v běhu na 400 metrů na evropském halovém šampionátu.